# 露西·波頓
露西·波頓（英語：Lucy Boynton，1994年1月17日—）为美国女演员，出生于纽约市，后在伦敦长大，毕业于詹姆斯艾伦女子学校。

## 早年生活
博因頓出生在紐約市，在倫敦長大她出席布萊克希斯高中，其次是詹姆斯艾倫的女子學校。她是電訊媒體集團旅遊編輯 Graham Boynton 和旅行作家 Adriaane Pielou 的女兒。她有一個名叫愛瑪·路易絲·博因頓的姐姐。

## 演艺生涯

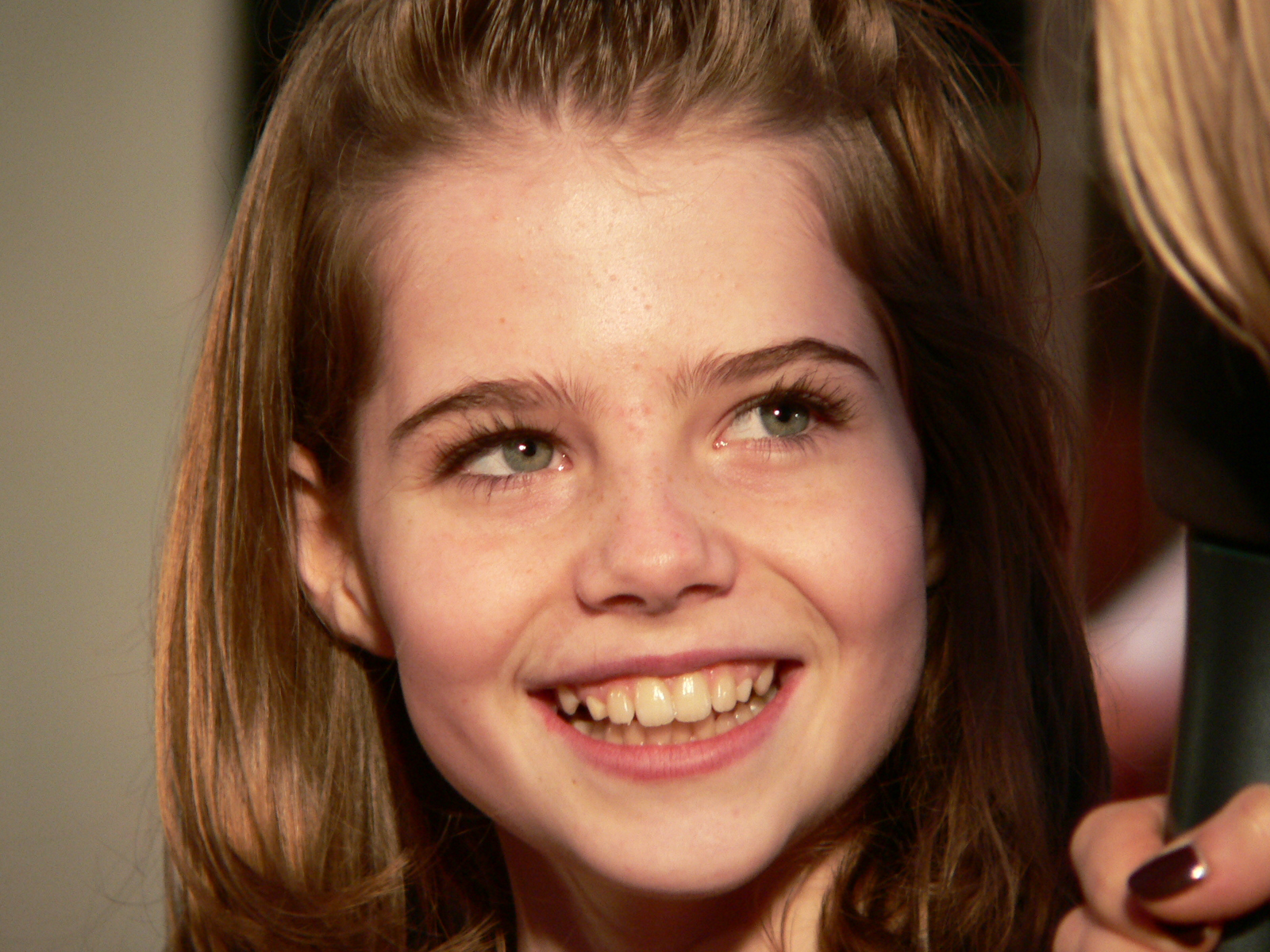
波頓2006年在《波特小姐》首映

2006年英美電影《波特小姐》中年輕的碧翠絲·波特。博因頓說拍攝的第一天是“她生命中最美好的一天”。  
2007年，她被提名為青年藝術家獎的故事片最佳性能-支持年輕的女演員。同年在BBC電影芭蕾舞鞋上扮演了三位主角之一的波西化石（Posy Fossil）。波西是一個年輕的，雄心勃勃的芭蕾舞演員，誰是在一個著名的舞蹈學院的翅膀下。她沒有在芭蕾舞鞋上跳舞，而是用身體雙重來表現她的人物舞蹈場面。波頓在 BBC 連續劇《Sense and Sensibility》中扮演了 Margaret Dashwood 的角色。  
2011年，博因頓在《路易士偵緝檔案》扮演客串。她出現在莫與朱莉·沃爾特斯和大衛·黑格。2016年的電影《搖滾青春戀習曲》中飾演了神秘的模特 Raphina。
2017年9月6日，《波希米亞狂想曲》扮演弗雷迪·默丘里的伴侶瑪利·奧斯汀，並認識了現任男友雷米·馬利克。同年改編的《東方快車謀殺案》中扮演了海倫娜·安德烈伊（Helena Andrenyi）伯爵夫人。
2021年出演HBO Max原创电影《封锁》。
2024年 《超時空情歌》